# Keitele (jezioro)
Keitele – jezioro położone w centralnej Finlandii, dziewiąte pod względem powierzchni w tym kraju. Jezioro dzieli się na trzy części, Ylä-, Keski- i Ala-Keitele, z których Keski-Keitele jest największa. Leży na terenie gmin Äänekoski, Viitasaari, Konnevesi, Vesanto i należy do zlewni rzeki Kymijoki.